# 2017年北西イラン洪水
2017年北西イラン洪水（にせんじゅうしちねんほくせいイランこうずい）とは、2017年4月14日にイラン北西部で発生した鉄砲水で、豪雨によって引き起こされた洪水である。。洪水はイラン北西部の東アーザルバーイジャーン州、西アーザルバーイジャーン州、コルデスターン州、ザンジャーン州で観測された。死者は40人以上にのぼり、最も死者が多い東アーザルバーイジャーン州では37人が死亡した。

## 発生
豪雨の後、洪水はおよそ1日続いた。アーザルシャフルでは最大降雨量47.1mmを記録し、風速25m/sの風を伴っていた。

## 死傷者
洪水によって40人以上が死亡した。報告された死者の大部分は東アーザルバーイジャーン州の住民であり、Ghallehzar村の入り口にかかる橋では17人が犠牲になった。川沿いの道路の通行止めが行われていない間、何台かの車は増水した川の隣の道路を通っていたが、突然の鉄砲水で5台の車が洪水に押し流され、17人の乗客全員が死亡した。最多の死者が出た事故はアジャブシール郡のチェナールで起き、ここでは21人の住人が鉄砲水で流された。17人の犠牲者の遺体は洪水が収まった後に回収された。チェナール村の生存者は、災害が起きた当時洪水警報が出されていなかったと主張している。